# Devil's Knot - Fino a prova contraria
(Tagline del film.)
Devil's Knot - Fino a prova contraria (Devil's Knot) è un film del 2013 diretto da Atom Egoyan.
Il film è basato sulla storia vera, raccontata da Mara Leveritt nel libro Devil's Knot: The True Story of the West Memphis Three, di tre adolescenti, conosciuti come i "Tre di West Memphis", accusati ingiustamente dell'omicidio di tre bambini e scarcerati dopo 18 anni di prigione.

## Trama
Nel 1993, nella piccola e religiosa città di West Memphis, in Arkansas, tre bambini di otto anni (Stevie Branch, Christopher Byers, e Michael Moore) scompaiono dal loro quartiere. Dopo una lunga ricerca, i loro corpi vengono trovati privi di vita, legati con i lacci delle loro scarpe, picchiati e in seguito annegati. La comunità e il dipartimento di polizia sono convinti, che gli omicidi siano riconducibili a un rito satanico, a causa della natura violenta e apparentemente sessuale delle morti. Un mese più tardi tre adolescenti (Damien Echols, Jason Baldwin e Jessie Misskelley Jr.) vengono arrestati e processati nonostante l'assenza di prove.

## Produzione
Le riprese sono incominciate il 16 giugno 2012 in Georgia, nelle città di Morrow e Atlanta. Le scene al palazzo di giustizia sono state girate al Bartow County Courthouse a Cartersville.

## Distribuzione
L'anteprima mondiale del film è avvenuta al Toronto International Film Festival l'8 settembre 2013. In Italia è stato distribuito l'8 maggio 2014.

## Riconoscimenti
- 2013 - San Sebastián International Film Festival
  - Nomination Concha de Oro a Atom Egoyan
- 2013 - Courmayeur Noir in festival
  - Premio del pubblico